# FK Radnički Niš
FK Radnički srbijanski je nogometni klub iz Niša. Trenutačno se natječe u Superligi Srbije, nakon što se u sezoni 2011./12. kao prvak Prve lige Srbije plasirao u viši razred.

## Povijest

### Nastanak
Prvi SPK u Nišu bio je Sinđelić, a nakon njega nastao je čitav niz ekipa, među kojima: "Nisevac", "Obilić", "Jug Bogdan", "Proleter", (ekipa niške organizacije KPJ koja nije bila registrirana) "Polet", "TASK", (vojni tim teškog topništva s terenom i sjedištem u niškoj Tvrđavi) kao i druge manje ekipe.
Prvo radničko športsko društvo formirano je na prijedlog Miloša Markovića, tada člana KPJ. Klub se još 1921. godine počeo nazivati "Proleter" i to je preteča kasnije nastalog Radničkog. U to vrijeme Niš nije imao svoj podsavez, već su niški timovi pripadali Beogradskom loptačkom podsavezu. Kad su pravila bila gotova i skupština održana klub je trebao biti osnovan. Skupina članova Proletera otputovala je u Beograd završiti ovaj posao. U skupini se nalazio i jedan od poznatih igrača Radničkog, Mile Stamenković.
Vlast je optužila nišku ekipu Proleter da je prokomunistička i da kao takva ne može razvijati svoju športsku aktivnost. Te optužbe stigle su i u Beogradski loptački podsavez pa se skupina iz ekipe niškog Proletera vratila neobavljena posla sa sljedećim obrazloženjem: Beogradski podsavez ne želi i neće potvrditi tim Proleter pod ovim imenom, pozivajući se na Zakon o zaštiti države i druge akte kojima je ovaj naziv bio zabranjen.
Miloš Marković nije posustao. Po sjećanju suvremenika on je bio dosta gnjevan na ovaj postupak podsaveza, ali se brzo dao na posao da je sva pravila kluba izmijenio na taj način što je naziv Proleter svuda zamijenio s Radnički. Tako je formirana nogometna ekipa koja s malim prekidima razvija svoju bogatu športsku tradiciju skoro pola stoljeća, s manjim ili većim prekidima.
Kako je klub osnovan 24. travnja 1923. godine, ova se godina uzima kao godina nastanka športskog kluba Radničkog iz Niša.

### Radnički
Ekipa Radničkog u svom početku trenirala je u malom dvorištu Radničkog doma a nešto kasnije na starom vašarištu, odnosno na prostoru gdje se danas nalazi stovarište poduzeća "Ogrev" u blizini Strojne industrije Niš. U početku ekipa nije imala trenera već je kapetan momčadi bio zadužen i za treniranje svojih igrača. Za vrijeme treninga obvezno je nazočio i jedan član uprave kluba.
U početku Radnički nije imao dovoljno iskustva i tehnike u igri, pa su ga ranije formirani klubovi, kao Sinđelić ili Pobeda, pobjeđivali i s više golova razlike. Sve je to bilo kratkog vijeka: ubrzo je Radnički postao ravnopravan protivnik svim klubovima i počeo bilježiti pobjede.  "U nedjelju je Radnički sigurno i zasluženo potukao svog protivnika. Pobeda je u prvom dijelu igre igrala očajno slabo i da je protivnik bio prisebniji i odlučniji pred golom rezultat bi bio katastrofalniji ... Pobeda je morala kapitulirati pred odlučnom obranom Radničkog ... športski list 16. listopada 1927. godine.
Tim Radničkog nastupao je u zelenim dresovima, a na lijevoj strani, u bijelom polju, nalazila se crvena zvijezda petokraka kao simbol pripadnosti radničkom pokretu.
Predsjednik kluba u početku je bio Miloš Marković, a po njegovom odlasku Dragiša Niketić, oba istaknuta radnička borca. Između ostalih, članovi uprave bili su i Mladen Đorđević Madža i Raša Anđelković, ekonom. U ekipi Radničkog igrali su kao aktivni igrači poznati revolucionari Josip Kolumbo i Stanko Paunović Veljko.
U prvenstvu moravske župe, a poslije jesenskog dijela sezone 1927./28. Radnički je osvojio prvo mjesto. Bilo je to počasno zvanje i športska slava igrača Radničkog koji su ovo mjesto zauzeli poslije pobjede nad mnogim timovima iz Niša, Leskovca i Prokuplja. Tim povodom pisao je jedan list: "Kao što se iz tablice vidi jesenji prvak Moravske župe je sport klub Radnički iz Niša. Ovaj mladi i napredni klub zaslužno je zauzeo prvo mjesto. Iz tablice se vidi da je izgubio samo jednu utakmicu i to nezasluženo. Ostale je riješio u svoju korist, osim što je sa SK Sinđelić igrao neriješeno.
U danima zavođenja Šestosiječanjske diktature i naleta buržoazije na sve manifestacije radničkog pokreta zabranjen je 1929. godine i rad SK Radničkog, koji je skoro devet godina predstavljao zapaženu, po disciplini i po zalaganju, športsku ekipu.
Radnički će nakon nekoliko godina ponovno biti obnovljen.

### Nakon Drugog svjetskog rata
Početkom rata 1941. klub prestaje s aktivnostima da bi ih obnovio 1945. Nakon toga Radnički je u stalnom usponu. Sezonu 1961./62. završio je na drugom mjestu Druge savezne lige – Zapad, čim je osigurao kvalifikacije za ulazak u Prvu saveznu ligu. U doigravanju se sastao s predzadnjim timom iz Prve lige, skopskim Vardarom, prvi meč u Nišu je završen neriješeno 1:1, a u uzvratnom dvoboju nakon regularnog dijela i produžetaka nije bilo pogodaka, pa je Radnički boljim izvođenjem jedanaesteraca (5:4) po prvi put u klupskoj povijesti izborio plasman u Prvu saveznu ligu. Već u prvoj sezoni u Prvoj ligi, Radnički je zauzeo odlično šesto mjesto, a nakon toga je postao standardan prvoligaš. Radnički je prvih 11 sezona u prvoligaškom društvu završavao većinom u sredini tablice, a prvi problemi oko opstanka u Prvoj ligi su došli u sezoni 1973./74., kada je Radnički završio samo dva mjesta iznad zone ispadanja.
Klub 1975. godine postaje pobjednik Balkanskog kupa, pobijedivši u završnici u dvije utakmice turski Eskisehirspor s 1:0 i 2:1, čime je osvojio svoj prvi trofej od međunarodnog značaja. Radnički je 70-ih u ligi nastavio igrati promjenjivo, tako da je u sezonama 1975./76. i 1977./78. bio na rubu ispadanja u niži razred.
U lipnju 1980. kao trećeplasirana ekipa u sezoni 1979./80. nacionalnog prvenstva stječe pravo sudjelovanja u Kupu UEFA, u kome će vrlo uspješno nastupati još dvije sezone odigravši diljem Europe 13 utakmice s renomiranim klubovima poput Hamburgera, Napolija, Dundee Uniteda, Grasshoppersa, Feyenoorda, AZ Alkmaara i drugih. U prvom sudjelovanju klub je stigao do osmine završnice, a 1982. godine, u drugoj sezoni sudjelovanja u europskim natjecanjima, je ostvario svoj najveći uspjeh stigavši do poluzavršnice Kupa UEFA. U poluzavršnici u dvjema utakmicama bolji je bio njemački Hamburger: nakon pobjede od 2:1 u Nišu, Radnički je uvjerljivo s 5:1 poražen na gostujućem terenu. Radnički u dijelu 1982./83. zauzima četvrto mjesto i tako po treći put osigurava sudjelovanje u UEFA kupu za nastupajuću sezonu 1983./84., kada kao i prvog puta, stiže do osmine završnice.
Kraj ovog najuspješnijeg razdoblja u klupskoj povijesti dolazi u dijelu 1984./85., Kada klub kao posljednjeplasirani ispada u niži razred, iako za kratko, s obzirom na to da se već nakon jedne sezone vraća u Prvu ligu. Radnički se zadržao u Prvoj ligi Jugoslavije tih šest sezona, sve do raspada SFRJ. U međuvremenu je 1989. igrao završnicu Balkanskog kupa, gdje je poražen od OFI Kreta s 3:1.
U razdoblju poslije Drugog svjetskog rata istakli su se nogometaši blizanci Petar i Pavle Mičić, koji su za ovaj klub odigrali rekordnih 654, odnosno 582 utakmice.

### Novija povijest
Nakon rasformiranja Prve lige SFRJ, Radnički natjecanje nastavlja u Prvoj ligi SRJ od sezone 1992./93. Već u dijelu 1995./96. ispada iz Prve A u Prvu B ligu SRJ. Zbog proširenja lige, iako je sezonu završio kao petoplasirani u Prvoj B ligi, Radnički se u elitni razred vraća u dijelu 1998./99. Tu se zadržao samo tri sezone i u sezoni 2000./01. je ispao u niži razred, iduće sezone osvaja prvo mjesto u Drugoj ligi Istok i brzo se vraća u Prvu ligu, gdje u prvoj sezoni 2002./03. završava na zadnjem mjestu i ponovno ispada. Nakon toga klub se sljedećih pet sezona natjecao u drugom razredu natjecanja, a u sezoni 2008./09. je stigao i do Srpske lige Istok, gdje je postao prvak i brzo se vratio u viši razred.
U sezoni 2009./10. Prve lige Srbije zauzeo je 15. mjesto s 39 bodova, dobivši 9 od ukupno 34 odigranih utakmica, tako da je ispao iz Prve lige Srbije u Srpski ligu Istok za sezonu 2010./11. Već u prvoj sezoni u Srpskoj ligi Istok klub osvaja 1. mjesto i nakon jedne sezone u nižem razredu vraća se u Prvu ligu. Radnički je povratničku sezonu 2011./12. u Prvoj ligi Srbije završio na prvom mjestu, čime se plasirao u Superligu Srbije, i tako se Radnički vratio u elitni razred po prvi put nakon sezone 2002./03.

## Uspjesi
Nacionalni
- Prvenstvo SFR Jugoslavije:
  - Treće mjesto (2): 1979./80., 1980./81.

- Superliga Srbije 
  - Treće mjesto (1): 2017./18.

- Kup SFR Jugoslavije:
  - Polufinale (3): 1952., 1969./70. 1976./77.

- Kup SR Jugoslavije/Kup Srbije i Crne Gore:
  - Polufinale (2): 1993./94., 2005./06.

Međunarodni
- Balkanski kup:
  - Pobjednik (1): 1975.
  - Finalist (1): 1988./89.

- Kup UEFA:
  - Polufinale (1): 1981./82.
  - Osmina finala (2): 1980./81., 1983./84.

## FK Radnički Niš u međunarodnim natjecanjima
| Sezona    | Natjecanje  | Kolo          | Država | Klub                | Rezultat           |
| --------- | ----------- | ------------- | ------ | ------------------- | ------------------ |
| 1980./81. | Kup UEFA    | 1. kolo       |        | LASK Linz           | 2:1, 4:1           |
| 1980./81. | Kup UEFA    | 2. kolo       |        | Beroe Stara Zagora  | 1:0, 2:1           |
| 1980./81. | Kup UEFA    | Osmina finala |        | AZ Alkmaar          | 2:2, 0:5           |
| 1981./82. | Kup UEFA    | 1. kolo       |        | Napoli              | 2:2, 0:0           |
| 1981./82. | Kup UEFA    | 2. kolo       |        | Grasshopper         | 0:2, 2:0 (3:0 pen) |
| 1981./82. | Kup UEFA    | Osmina finala |        | Feyenoord Rotterdam | 2:0, 0:1           |
| 1981./82. | Kup UEFA    | Četvrtfinale  |        | Dundee United       | 0:2, 3:0           |
| 1981./82. | Kup UEFA    | Polufinale    |        | Hamburger           | 2:1, 1:5           |
| 1983./84. | Kup UEFA    | 1. kolo       |        | St. Gallen          | 3:0, 2:1           |
| 1983./84. | Kup UEFA    | 2. kolo       |        | Inter Bratislava    | 4:0, 2:3           |
| 1983./84. | Kup UEFA    | Osmina finala |        | Hajduk Split        | 0:2, 0:2           |
| 1990.     | Mitropa kup | Skupina       |        | Bari                | 0:3                |
| 1990.     | Mitropa kup | Skupina       |        | Pécsi MFC           | 1:0                |

## Slavni igrači
| - Stevan Andrejević - Jovan Anđelković - Slobodan Antić - Stevan Balov - Zoran Banković - Sanid Beganović - Dragiša Binić - Vladan Binić - Zoran Bojović - Vitomir Dimitrijević - Milan Dovedan - Miloš Drizić - Petar Đenić - Branislav Đorđević - Nenad Cvetković - Zoran Čolaković - Goran Gavrilović - Stojan Gavrilović - Siniša Gogić - Slobodan Halilović - Dragan Holcer - Milan Ivanović - Nenad Jakšić - Milorad Janković | - Milorad Jeremić - Vladimir Jocić - Miodrag Knežević - Ivan Krstić Beli - Zoran Milenković - Ljubodrag Milošević - Zoran Mitić - Dušan Mitošević - Slavoljub Nikolić - Milovan Obradović - Stevan Ostojić - Dejan Petković Rambo - Aleksandar Panajotović - Dragan Pantelić - Ivan Pejčić - Dejan Pešić - Rade Radisavljević - Dragan Radosavljević - Ljubiša Rajković - Ivan Ranđelović - Marko Ranđelović - Predrag Ranđelović - Bratislav Rinčić - Bratislav Ristić | - Borislav Stevanović - Miroslav Simonović - Živorad Stanković Kenda - Vitomir Sovrović - Igor Stefanović - Borislav Stevanović - Goran Stojiljković - Miodrag Stojiljković - Dragan Stojković Piksi - Vladan Tomić - Miroslav Vardić - Goran Vasilijević - Zoran Vasković - Josip Višnjić - Miroslav Vojinović - Aleksandar Živković - Jovo Mišeljić - Metodi Tomanov - Ilija Dimoski - Blagoja Kitanovski - Blagoja Kuleski |

## Treneri
Popis trenera prve ekipe Radničkog:
| - Milan Milanović (ožujak 2014 - lipanj 2014) - Dragoljub Bekvalac (lipanj 2013 - ožujak 2014) - Saša Mrkić (veljača 2013 - svibanj 2013) - Aleksandar Ilić (ožujak 2012 - veljača 2013) - Aleksandar Kuzmanović (2011 - 2012) - Zvonko Đorđević (2011) - Dragan Ilić (2011) - Aleksandar Kuzmanović (2010) - Aleksandar Ilić (2009 - 2010) - Slavoljub Janković (2009) - Miodrag Stefanović (2009) - Vladislav Đukić (2008 - 2009) - Slobodan Antonijević (2007 - 2008) - Milenko Kiković (2006) - Vladimir Jocić (2006) - Zoran Milenković (2003) - Boban Krstić (2002) - Tomislav Manojlović (2002) - Zoran Milenković (2001) - Jovica Škoro (2000) - Zoran Čolaković (1999 - 2000) - Boris Bunjak (1999) - Radmilo Ivančević (1999) - Ilija Dimoski (1998 - 1999) - Božidar Antić (1998) - Miodrag Ješić (1998) - Vladislav Nikolić (1997 - 1998) - Miodrag Stojiljković (1997) - Mile Tomić (1997) - Miodrag Stefanović (1997) - Slobodan Halilović (1996 - 1997) - Josip Duvančić (1994 - 1996) | - Miodrag Stefanović (1994) - Vladimir Milosavljević (1994) - Zoran Banković (1993 - 1994) - Milorad Janković (1993) - Milovan Đorić (1993) - Ljuborad Stevanović (1993) - Vladislav Nikolić (1992 - 1993) - Nenad Cvetković (1992) - Slobodan Halilović (1990 - 1992) - Dragan Pantelić (1989 - 1990) - Slobodan Halilović (1988 - 1989) - Milan Živadinović (1987 - 1988) - Zoran Čolaković (1986 - 1987) - Josip Duvančić (1985 - 1986) - Milorad Janković (1985) - Dušan Nenković (1985) - Miroslav Glišović (1984) - Ilija Dimoski (1982 - 1983) - Dušan Nenković (1979 - 1982) - Josip Duvančić (1977 - 1979) - Miroslav Glišović (1976 - 1977) - Đorđe Kučunković (1974 - 1976) - Miroslav Glišović (1972 - 1974) - Dušan Varagić (1971 - 1972) - Slavko Videnović (1970 - 1971) - Miroslav Glišović (1968 - 1969) - Ratomir Čabrić (1967 - 1968) - Miroslav Glišović (1966 - 1967) - Dragoljub Milošević (1965 - 1966) - Dušan Nenković (1964 - 1965) - Abdulah Gegić (1963 - 1964) - Miroslav Glišović (1962 - 1963) |

## Vanjske poveznice
- Službena stranica na Facebooku (srp.)
- Službena stranica (srp.)
- Stranica navijačke skupine Meraklija (srp.)